# فرشته مکافات
فرشته مکافات (به انگلیسی: Angel of Retribution) عنوان پانزدهمین آلبوم استودیویی از گروه هوی متال بریتانیایی جوداس پریست است که با حمایت شرکت نشر کلمبیا رکوردز در ۲۳ فوریه ۲۰۰۵ در ژاپن برای اولین بار منتشر شد. این آلبوم در مارس همان سال در بقیه جهان منتشر گشته‌است. این آلبوم نقطه‌ایست برای بازگشت راب هالفرد خواننده گروه که به مدت ۱۲ سال از جوداس پریست جدا شده بود است. فرشته مکافات در آمریکا و در جدول مجله بیلبورد به مقام ۱۳ دست یافت. این آلبوم توانست اولین آلبوم جوداس پریست باشد که یونان به مقام اول دست یابد. تهیه‌کنندگی این آلبوم را روی زد برعهده داشت که در قطعه «معامله با شیطان» نیز در آهنگسازی شریک بود.

## فهرست آهنگ‌ها
آهنگسازی تمامی آهنگ‌ها بر عهده راب هالفرد، کی.کی. داونینگ و گلن تیپتون بوده‌است مگر در قطعاتی که داخل پرانتز اشاره شده‌است.
| شماره | نام آهنگ                                            | مدت   |
| ----- | --------------------------------------------------- | ----- |
| ۱     | «نهضت جوداس»                                        | ۴:۱۵  |
| ۲     | «معامله با شیطان» (هالفرد، داونینگ، تیپتون، روی زد) | ۳:۵۴  |
| ۳     | «انقلاب»                                            | ۴:۴۲  |
| ۴     | «ارزش نبرد برای»                                    | ۴:۱۷  |
| ۵     | «دمونایزر»                                          | ۴:۳۵  |
| ۶     | «چرخ‌های آتش»                                        | ۳:۴۱  |
| ۷     | «فرشته»                                             | ۴:۲۳  |
| ۸     | «سوار دوزخی»                                        | ۶:۰۶  |
| ۹     | «ستایشگری»                                          | ۲:۵۴  |
| ۱۰    | «لاچنس»                                             | ۱۳:۲۸ |

## سازندگان
- راب هالفرد - خواننده
- کی.کی. داونینگ - گیتار
- گلن تیپتون - گیتار
- یان هیل - گیتار باس
- اسکات تراویس - درامز
- تهیه شده توسط روی زد و گروه جوداس پریست
- مدیر برنامه‌ها در آمریکا جو بریس
- طرح و مدیریت از روی زد